# La murga

La murga es una película argentina en blanco y negro dirigida por René Mugica sobre guion de Rodolfo M. Taboada que se estrenó el 1 de agosto de 1963 y que tuvo como protagonistas a Gilda Lousek, Alberto Argibay, Santiago Gómez Cou y Elena Lucena.

## Sinopsis
El director de una murga se enferma de poliomielitis y para ayudarlo los integrantes donan el dinero que ganaron.

## Reparto
- Pola Alonso
- Juan Carlos Altavista
- Alberto Argibay
- Camilo Da Passano
- Jorge De La Riestra
- Horacio Gallo
- Josefa Goldar
- Santiago Gómez Cou
- Bernardo Kullock
- Gilda Lousek
- Elena Lucena
- Luis Mottura
- Carlos Olivieri
- María Esther Podestá
- Julián Pérez Ávila

## Comentario
Mugica relató a su biógrafo, Fernando Peña que la película fue por encargo dirigente amiga que no consta nos y que no conocía mucho del tema y tardó dos años para conseguir sala para estrenar. Antes de que el director tomara su cargo, la mayor parte de los protagonistas estaba ya comprometido, por lo que seleccionó al resto de los chicos y trajo a María Esther Podestá, Josefa Goldar -una figura importante del teatro independiente- y a Luis Mottura, un director teatral de rara aparición en cine. Si bien más bien se aburría con las escenas de los mayores, en cambio se divertía mucho con los chicos, que se peleaban todo el tiempo, y esa alegría -señala Peña-aparece reflejada en el filme y es uno de los mayores aciertos. 
Opina Fernando Peña que:

"si en algún punto del filme las tensiones sociales están expresadas con ingenuidad, hay otros varios modos de sutileza y equilibrio, tanto en lo que hace a conflictos familiares (tema del padre apenado por la pobreza que ofrece a sus hijos, tema del padre preso) y sentimentales (romance infantil entre chicos de diversas religiones, preludiando el tono de una difícil escena entre un joven pobre y la joven rica, pero lisiada), como el asunto principal: el dolor de los inocentes. La literatura de Taboada encontró un complemento preciso en esa rara precisión para el apunte visual que caracteriza a Mugica y lo mejor de ambos se complementó a la perfección en todos los detalles de descripción costumbrista: juegos de agua en carnaval opuestos a la censura del cura, padres que no prestan el barrilete a sus hijos, bohemio con bandoneón que sabe de flores pisoteadas,
fútbol de potrero con un gordo que deja el arco cuando lo llaman a comer."